# Troy Baker
Troy Baker (născut la 1 aprilie 1976) este un actor de voce și muzician american. Baker este cunoscut pentru rolurile sale în jocuri video, inclusiv Joel Miller din The Last of Us (2013) și continuarea sa (2020), Booker DeWitt din BioShock Infinite (2013), Samuel „Sam” Drake din Uncharted 4: A Thief's End (2016). ) și Uncharted: The Lost Legacy (2017), Rhys în Tales from the Borderlands (2014), Delsin Rowe în Infamous Second Son (2014), Snow Villiers în Final Fantasy XIII (2010), Kanji Tatsumi în Persona 4(2008) și Higgs Monaghan în Death Stranding (2019). Baker deține în prezent recordul pentru cele mai multe nominalizări pentru actorie la BAFTA Games Awards , cu cinci între 2013 și 2021.